# ジェリー・ベイリー
ジェリー・D・ベイリー（Jerry D. Bailey、1957年8月29日 - ）は、アメリカ合衆国の元騎手であり、競馬コメンテイター。アメリカ競馬殿堂入り騎手。

## 経歴
テキサス州ダラス生まれ。騎手としては1974年ニューメキシコ州サンランドパーク競馬場においてフェッチという馬で初勝利し、引退までに5,893勝（30,804戦）を挙げた。
1984年にフィットトゥファイトでニューヨークハンデ三冠を達成。アメリカ三冠競走6勝。ブリーダーズカップは15勝で、うちクラシック5勝、1993年 - 1995年は3連覇を達成した。1990年代のアメリカ最強馬とされるシガーの主戦騎手として知られる。
エクリプス賞最優秀騎手賞は最多の7回受賞し、1995年 - 1997年には史上初となる3年連続、さらに2000年から2003年には4年連続で受賞した。
1992年にはジョージ・ウルフ騎手賞を受賞、1995年にはアメリカ競馬殿堂入りを果たしている。
2005年には自伝「アゲインスト・ザ・オッズ」を著し、自身の初期の騎手生活に大きな影響を及ぼしたとされるアルコールとの苦闘について触れている。
48歳となった2006年1月19日に引退を発表、同月28日の騎乗が最後となった。獲得賞金は約2億9500万ドルで、パット・デイの約2億9800万ドルに次ぐ国内2位の記録である。引退後は競馬中継のテレビ解説者などで活躍している。
日本では、1987年にジャパンカップのアカビール（競走中止）、2001年にジャパンカップダートのリドパレス（8着）、ジャパンカップのティンボロア（15着）に騎乗するために来日歴がある。

## 騎乗馬
- ブラックタイアフェアー
- アルカング
- シガー
- グラインドストーン
- スキップアウェイ
- リアルクワイエット
- キトゥンズジョイ